# Gampopa
Gampopa Sönam Rinchen (tibétain : སྒམ་པོ་པ་བསོད་ནམས་རིན་ཆེན་, Wylie : sgam po pa bsod nams rin chen, 1079–1153), encore appelé Dagpo Lharjé (tibétain : དྭགས་པོ་ལྷ་རྗེ་, Wylie : dwags po lha rje, « le médecin de Dhagpo ») et Dhakpo Rinpoche (le maître de Dhagpo) est un maître historique de la lignée Kagyüpa et plus particulièrement de la branche appelée « Karma Kagyü ». Disciple de Milarépa et initié au kadampa et au mahamudra, il est considéré comme le fondateur de la lignée-mère Dhagpo Kagyü, et l'ancêtre des « quatre grandes écoles » de la tradition Kagyü du bouddhisme tibétain fondées par quatre de ces disciples. Au nombre de ceux-ci, Düsum Khyenpa, premier Karmapa.

## Biographie

### Médecin puis moine
İl apparait que le Bouddha lui-même aurait annoncé la venue de Gampopa, en un médecin fondant une école prestigieuse de méditation au pays des neiges.
Né dans la vallée Sewa à Nyel dans le sud-est du Tibet, Gampopa suit tout d’abord des études de médecine auprès de son père, et le dharma auprès de maitres Nyingma. Il se marie à vingt-deux ans à la fille du seigneur local ; leurs deux enfants meurent tous deux d’une épidémie dans la région, à un jour d’intervalle. Gampopa en est très perturbé, en particulier quand sa femme tombe aussi malade, et qu’il se voit impuissant à la guérir. Alors qu’elle meurt, Gampopa comprend que toute chose est éphémère ; il lui promet de devenir moine et de vouer sa vie à la pratique du bouddhisme, après quoi elle meurt en paix,.
À l'âge de trente-deux ans, il se rend au monastère Kadampa de Gyatchakri et reçoit l’ordination de bhikshu par Lama Gyatchilwa, lequel lui donne le nom de Sönam Rintchen, « Précieux Mérites ». Il étudia avec plusieurs maitres de la région de Ü et développe une bonne compréhension des enseignements des trois véhicules, notamment les abhishekas de Chakrasamvara, Hevajra et Guhyasamaja à Mayrül. Gampopa devient un érudit et un maitre de méditation réputé en suivant les pratiques préliminaires relatives à l’impermanence de la vie humaine, aux Sept Points de l’entrainement de l’esprit, ainsi qu’à la voie graduée vers l’éveil ou Lam Rim.

### Rencontre avec Milarépa
En sortant d’une retraite de printemps, Gampopa entend trois mendiants parler de Milarépa comme d’un yogi célèbre qui n’a besoin ni de nourriture ni de vêtement, n’a jamais froid, se nourrit du nectar apporté par les dakinis et dont l’esprit est celui d’un bouddha ; il ressent alors une intense dévotion et prend conscience que Milarépa doit être le maitre qui lui est destiné. Leur offrant un repas, il apprend que Milarépa demeure à Gounglhang à l’ouest de Lhassa et demande à y être escorté. Milarépa aurait pendant ce temps fait un rêve annonçant la venue d’un moine aux qualités exceptionnels.
Gampopa se met en route et trouve Milarépa, qui le fait passer quelques épreuves pour tester sa dévotion et sa compréhension des enseignements. Milarépa lui expose que la recherche de la vraie nature de l’esprit est le plus important, après quoi il lui transmet entre autres l’abhisheka de Vajrayogini, les pratiques du yoga de la chaleur interne, et l’instruction directe du Mahamoudra.

### Réalisations
Auprès de Milarépa, Gampopa apprend à lâcher prise quant aux visions qu’il expérimente lors de ses méditations, et que ces phénomènes s’expliquent par des relations non harmonieuses entre nadi, bindu, et prana : l’esprit change tout le temps, passe d’un état à un autre très rapidement. İl est dit qu’en quittant Milarépa, Gampopa apprend de son maitre que si ses fesses sont toutes calleuses, c’est qu’il a traversé de nombreuses difficultés d’avoir médité assis longtemps sur des rochers. Gampopa apprend la mort de son maitre en chemin pour le rencontrer, de la part de Rétchoungpa.

### Héritage
Gampopa se rend ensuite à Gampo, près de Dakpo, dans le Kham au Tibet oriental où il reste en retraite de méditation pendant plusieurs années et fonde le premier centre monastique de la lignée Kagyü à Daklha Gampo, au Sud-Est du Tibet, où il attire de nombreux disciples. Il unifie la lignée Kadampa et celle du mahamoudra et des six yogas de Naropa. Ses instructions initient directement au point véritablement essentiel des enseignements, même aux jeunes disciples. Gampopa était aussi un excellent écrivain remarqué pour sa vision pénétrante ; Le Précieux Ornement de la Libération (Dhagpo Thargyen) est la plus connue de ses œuvres.
Parmi les principaux disciples de Milarépa, c’est à lui que fut confiée la transmission complète Kagyüpa. Il meurt à l’âge de soixante-quinze ans ou de soixante-dix-sept ans le sixième mois de l’année de l’oiseau d’eau.
Takpo Tashi Namgyal est considéré comme une incarnation de Gampopa.

### Œuvres de Gampopa
- Le précieux ornement de la libération, trad., Padmakara, 1999, 300 p.
- L'Ondée de Sagesse, trad., Éd. Claire Lumière (2006).  (ISBN 2-905998-81-4)
- Les instructions du seigneur Gampopa. Le rosaire des joyaux de la sublime voie, trad., Congrégation Karma Migyur Ling, diff. Montchardon, 2001. Autre trad. : Le sentier suprême du disciple. Les préceptes des guru : W. Y. Evans-Wentz, Le yoga tibétain et les doctrines secrètes, Adrien Maisonneuve, 1938, p. 67-112.
- La voie suprême selon le yoga tibétain, trad., Allia, 2003, 73 p.
- La Précieuse Guirlande de la Voie Sublime, trad., Éd. Rimay (2016).  (ISBN 978-2-9535049-7-2)

### Études sur Gampopa
- Jampa Mackenzie Stewart, Vie de Gampopa, fils de cœur de Milarépa (1995), trad., Ed. Claire Lumière (1996), 192 p.  (ISBN 2-905998-35-0)
- Fabrice Midal, La pratique de l’éveil de Tilopa à Trungpa : L’école Kagyü du bouddhisme tibétain, Paris, Éditions du Seuil, coll. « Points Sagesses », 1997, 174 p. (ISBN 978-2-02023-673-7), p. 97–105.
- Lama Kunsang & Marie Aubèle, L'Odyssée des Karmapas, La grande histoire des lamas à la coiffe noire, Ed. Albin Michel (2011).  (ISBN 978-2-226-22150-6)

- Notices d'autorité :   - VIAF
  - ISNI
  - BnF (données)
  - IdRef
  - LCCN
  - GND
  - Espagne
  - Pays-Bas
  - Israël
  - NUKAT
  - Suède
  - WorldCat